# Свалява (станція)
Сваля́ва — проміжна залізнична станція Ужгородської дирекції Львівської залізниці на електрифікованій лінії Стрий — Батьово між станціями Воловець (28 км) та Мукачево (24 км). Розташована у середмісті Сваляви Закарпатської області.

## Історія
Станцію відкрито 1886 року у складі залізниці Мукачево — Воловець.
Електрифіковано станцію 1956 року у складі залізниці Лавочне — Мукачево.

## Пасажирське сполучення
На станції зупиняються приміські та регіональні поїзди, а також усі поїзди далекого сполучення станом на початок липня 2023 року:
| Рух поїздів по станції Свалява | Рух поїздів по станції Свалява  | Рух поїздів по станції Свалява                     |
| №                              | Маршрут сполучення              | Періодичність курсування                           |
| Далеке сполучення              | Далеке сполучення               | Далеке сполучення                                  |
| ------------------------------ | ------------------------------- | -------------------------------------------------- |
| 3 «Нічний експрес»             | Запоріжжя — Ужгород             | Щоденно                                            |
| 4 «Нічний експрес»             | Ужгород — Запоріжжя             | Щоденно                                            |
| 13/223 «Апшиця»                | Київ — Солотвино / Ужгород      | Щоденно                                            |
| 14/224 «Апшиця»                | Ужгород / Солотвино — Київ      | Щоденно                                            |
| 17 «Сковорода-Експрес»         | Харків — Ужгород                | Парні числа                                        |
| 18 «Сковорода-Експрес»         | Ужгород — Харків                | Парні числа                                        |
| 29 «Нічний експрес»            | Київ — Ужгород                  | Щоденно                                            |
| 30 «Нічний експрес»            | Ужгород — Київ                  | Щоденно                                            |
| 37 «Біла Акація»               | Одеса — Ужгород                 | Щоденно                                            |
| 38 «Біла Акація»               | Ужгород — Одеса                 | Щоденно                                            |
| 39                             | Запоріжжя — Солотвино           | Непарні числа                                      |
| 40                             | Солотвино — Запоріжжя           | Непарні числа                                      |
| 45                             | Харків — Ужгород                | Непарні числа                                      |
| 46                             | Ужгород — Харків                | Непарні числа                                      |
| 140                            | Кам'янець-Подільський — Ужгород | Щоденно, група вагонів безпересадкового сполучення |
| 81 «Десна»                     | Київ — Ужгород                  | Щоденно                                            |
| 82 «Десна»                     | Ужгород — Київ                  | Щоденно                                            |
| 82                             | Ужгород — Кам'янець-Подільський | Щоденно, група вагонів безпересадкового сполучення |
| 265                            | Ужгород — Ковель                | Непарні числа                                      |
| 266                            | Ковель — Ужгород                | Непарні числа                                      |
| 749 «Інтерсіті»                | Київ — Ужгород                  | Щоденно                                            |
| 750 «Інтерсіті»                | Ужгород — Київ                  | Щоденно                                            |
| 827                            | Львів — Мукачево                | 1-7,9,11-16,18-23,25-30/08, 1-4/09/2023            |
| 828                            | Мукачево — Львів                | 1-7,9,11-16,18-23,25-30/08, 1-4/09/2023            |
| 829                            | Львів — Ужгород                 | Щоденно, крім вівторка                             |
| 829                            | Ужгород — Львів                 | Щоденно, крім середи                               |
| Міжнародне сполучення          |                                 |                                                    |
| 149                            | Відень — Київ                   | Щоденно                                            |
| 749                            | Київ — Відень                   | Щоденно                                            |
| Приміське сполучення           |                                 |                                                    |
| 6501                           | Лавочне — Мукачево              | Щоденно                                            |
| 6502/6166                      | Чоп — Львів                     | Щоденно                                            |
| 6187                           | Львів — Мукачево                | Щоденно                                            |
| 6506                           | Мукачево — Стрий                | Щоденно                                            |
| 6189/6507                      | Львів — Чоп                     | Щоденно                                            |
| 6508                           | Мукачево — Лавочне              | Щоденно                                            |

З 11 грудня 2016 року через день призначено нічний експрес «Мрія» (з 2 грудня 2022 року — «Сковорода-Експрес») Харків — Ужгород (прямує через Полтаву, Миргород, Київ, Львів), який долає відстань за одну ніч через всю країну.
З 17 грудня 2018 року на станції Свалява здійснює зупинку «нічний експрес» сполученням Запоріжжя — Ужгород.